# Jabłonna Lacka
Jabłonna Lacka (abgeleitet von polnisch laka, ‚Wiese‘) ist ein Dorf sowie Sitz der gleichnamigen Landgemeinde im Powiat Sokołowski der Woiwodschaft Masowien, Polen.

## Gemeinde
Zur Landgemeinde Jabłonna Lacka gehören folgende 28 Ortschaften mit einem Schulzenamt:
Bujały-Gniewosze
Bujały-Mikosze
Czekanów
Dzierzby Szlacheckie
Dzierzby Włościańskie
Gródek
Gródek-Dwór
Stara Jabłonna-Kolonia
Jabłonna Lacka
Jabłonna Średnia
Krzemień-Wieś
Krzemień-Zagacie
Ludwinów
Łuzki
Łuzki-Kolonia
Mołożew-Dwór
Mołożew-Wieś
Morszków
Niemirki
Nowomodna
Stara Jabłonna
Teofilówka
Toczyski Podborne
Toczyski Średnie
Tończa
Wierzbice-Guzy
Wierzbice-Strupki
Wieska-Wieś
Wirów
Wirów-Klasztor
Władysławów